# Máquina hiladora

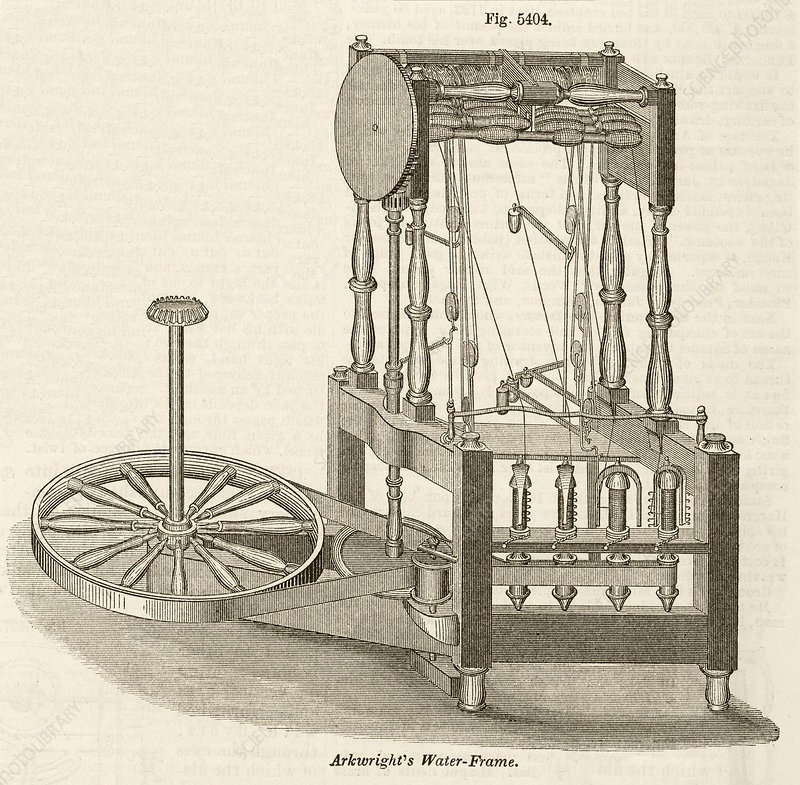
Dibujo de un bastidor de hilado

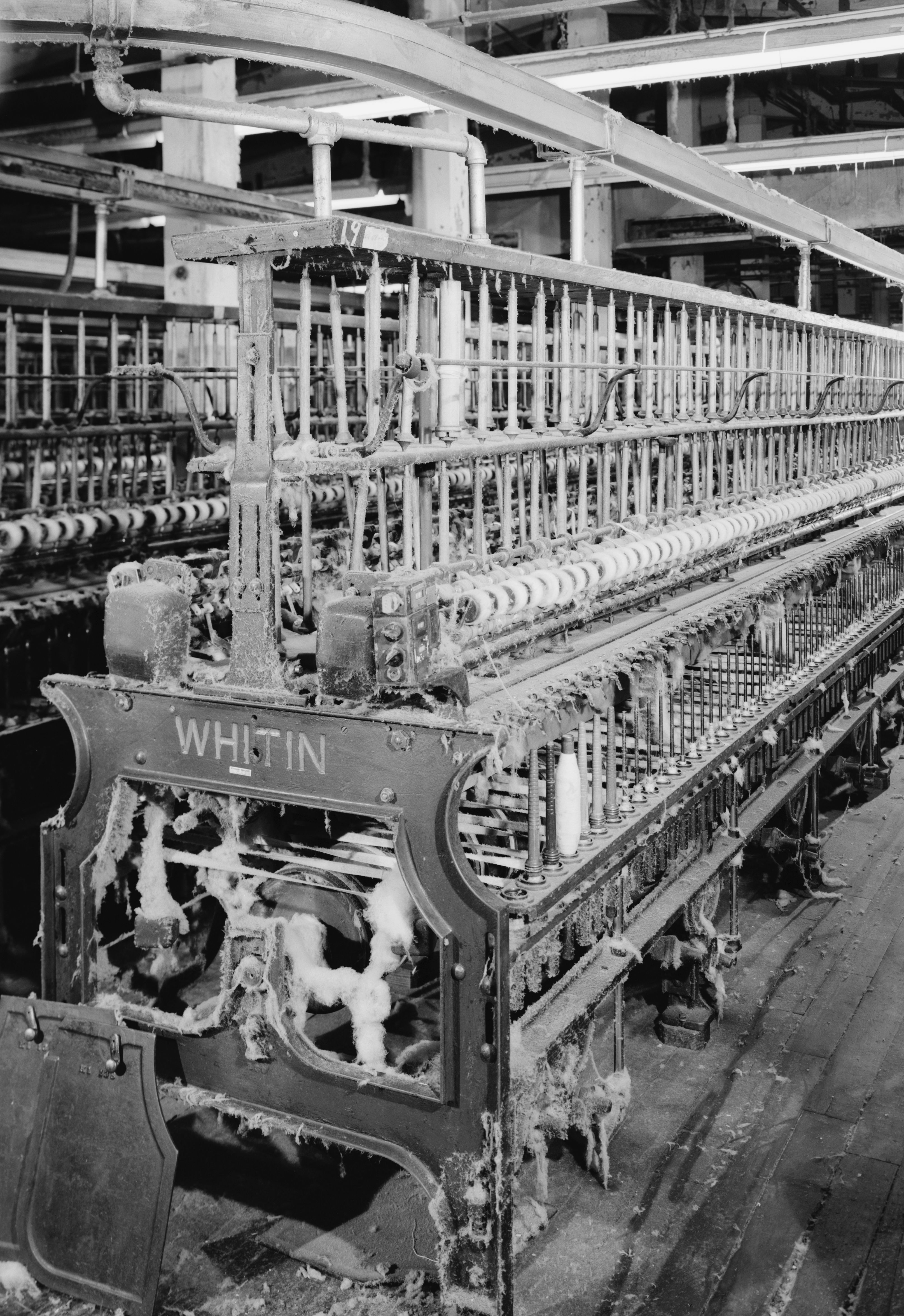
Una máquina para hilar algodón, fabricada por la empresa estadounidense Whitin Machine Works de Massachusetts en el siglo XIX

La máquina hiladora es una invención del período de la Revolución Industrial, ideada para fabricar hilos o hilados de fibras como la lana o el algodón de forma mecanizada. Fue desarrollada en Gran Bretaña en el siglo XVIII por Richard Arkwright y John Kay.

## Contexto histórico
En la Inglaterra de 1760, la producción de hilados de lana, lino y algodón seguía siendo una industria artesanal, en la que las fibras se cardaban e hilaban a mano con una rueca. A medida que la industria textil expandió sus mercados y adoptó máquinas más rápidas, los suministros de hilo se hicieron escasos, especialmente debido a innovaciones como la duplicación de la velocidad del telar después de la invención de la lanzadera volante. La alta demanda de hilo estimuló la invención de la hiladora Jenny en 1764, seguida de cerca por la invención del bastidor de hilado, que luego se convirtió en la hiladora hidráulica (patentada en 1769). Los mecanismos habían aumentado la producción de hilo de manera tan drástica, que hacia 1830 la industria artesanal del hilo en Inglaterra ya no podía competir, y todas las hilaturas se realizaban en fábricas y comercios.

## Desarrollo
Richard Arkwright empleó a John Kay para producir una nueva máquina de hilar, en la que Kay había trabajado (o posiblemente, había robado a otro inventor, llamado Thomas Highs). Con la ayuda de otros artesanos locales, el equipo produjo el bastidor de hilar, que producía un hilo más fuerte que la hiladora Jenny inventada por James Hargreaves. El bastidor empleaba los rodillos de tracción inventados por Lewis Paul para estirar o atenuar el trenzado del hilo. 
El proceso del hilado mecánico comienza con una gruesa 'madeja' de fibras sueltas, que se pasa entre tres pares de rodillos, disuestos de forma que cada par gira un poco más rápido que el anterior. De esta manera, se reduce su grosor y aumenta su longitud antes de que se le aplique un giro de refuerzo mediante un mecanismo de bobina y volante. La separación de los rodillos debe ser ligeramente mayor que la longitud de la fibra para evitar roturas. La presión de los pares de rodillos evita que la torsión se transmita hacia el mechón de fibras. Demasiado grande para ser operado a mano, el bastidor de hilado necesitaba una nueva fuente de energía. Arkwright al principio experimentó con caballos, pero decidió emplear una rueda hidráulica, lo que le dio a la invención el nombre de "bastidor hidráulico" (o hiladora hidráulica).
Durante algún tiempo, el hilo más fuerte producido por el bastidor de hilar se usó en los telares para confeccionar la "urdimbre" que unían la tela, mientras que las jennies accionadas a mano proporcionaron el hilo más débil utilizado para los hilos de la "trama", el relleno horizontal. Las jennies requerían destreza, pero eran económicas y podían usarse en un hogar. Los bastidores implicaban realizar inversiones importantes, pero no requerían mucha habilidad a sus operarios.marga and cristian berinde, tensi,marisa selua, pedrona, cati...